# George Maxwell Richards
George Maxwell Richards (1 tháng 12 năm 1931 – 8 tháng 1 năm 2018), là một chính trị gia Trinidad và Tobago, từng là Tổng thống thứ tư của Trinidad và Tobago, tại chức từ năm 2003 đến 2013. Ông là Tổng thống đầu tiên của Trinidad và Tobago và nguyên thủ quốc gia tại vùng Caribbean nói tiếng Anh có tổ tiên Mỹ – Da đỏ.
Là một kỹ sư hóa học được đào tạo, Richards là Hiệu trưởng của cơ sở St. Augustine của Đại học West Indies ở Trinidad từ năm 1984 đến 1996. Trước đây, ông đã làm việc cho Shell Trinidad Ltd trước khi gia nhập Đại học West Indies vào năm 1965. Ông đã tuyên thệ làm Tổng thống vào ngày 17 tháng 3 năm 2003 với nhiệm kỳ năm năm.